# 音楽之友社
株式会社音楽之友社（おんがくのともしゃ、英文社名：ONGAKU NO TOMO SHA CORP.）は、東京都新宿区に本社を置く日本の音楽出版社。1941年（昭和16年）12月1日、戦時統合により当時の音楽雑誌発行元3社の合併により設立された。
音楽雑誌の出版社として創業し、第二次世界大戦後に楽譜や音楽に関する書籍の出版を開始した。その後は音楽教科書の発行、音楽学習者向けの辞典類・理論書・教材の発行なども手がける、クラシック音楽の総合出版社である。
神楽坂の本社ビルには220名を収容可能な小ホール「音楽の友ホール」を併設し、室内楽・声楽などの演奏会を開催している。創立70周年を記念して、コーポレート・スローガン「音楽の力を信じ　音楽の心を伝えたい」を制定した。略称は音友（おんとも、ONTOMO）。

## 沿革
- 1916年（大正5年）- 前身となる音楽雑誌『音楽と文学』を大田黒元雄が創刊[1]。野村光一、菅原明朗、堀内敬三などを輩出する[1]。主要執筆者の留学などにより約3年後に休刊[1]。
- 1941年（昭和16年）
  - 12月1日 - 太平洋戦争開戦により、大日本帝国政府が紙の使用制限を目的として第一次音楽雑誌統合令を発布[1]。これにより『音楽世界』『月刊楽譜』『音楽倶楽部』の発行元3社[注釈 1]が合併し、匿名組合音楽之友社を設立[1]。同日付で音楽雑誌3誌を統合した新雑誌『音楽之友』」創刊号を発行[1]。この日を会社創立日と定める[1]。
- 1943年（昭和18年）9月 - 第二次音楽雑誌統合令により統合会社の日本音楽雑誌株式会社へ社名変更[1]。音楽雑誌『音楽文化』『音楽知識』を刊行[1]。
- 1945年（昭和20年）
  - 8月15日 - 終戦。出版事業の統制が解除される。
  - 10月1日 - 『音楽知識』10月号を刊行[1]。
- 1946年（昭和21年）
  - 1月 - 『音楽知識』を『音楽之友』へ誌名変更して1月号を刊行[1]。
  - 12月 - 株主総会を開催、株式会社音楽之友社へ社名変更[1]。
  - 12月 - 音楽教育雑誌『教育音楽』を創刊[1]。
- 1952年（昭和27年）3月 - 『レコード芸術』を創刊[1]。
- 1959年（昭和34年）10月 - 吹奏楽雑誌『バンドジャーナル』を創刊[1]。
- 1963年（昭和38年）6月 - オーディオ雑誌『STEREO (雑誌)|stereo』を創刊[1]。
- 1973年（昭和48年）- 楽譜「ウィーン原典版」日本版をユニヴァーサル・エディション社、ショット社との協力で刊行[1]。
- 1978年（昭和53年） - モービル音楽賞を受賞。
- 1983年（昭和58年）- 神楽坂に現在の本社ビル・音楽の友ホール落成[1]。
- 1994年（平成6年）- 音楽の友ホール新大阪を開館[1]。
- 1998年（平成8年）- 『音楽芸術』を休刊。
- 2001年（平成13年）- （株）ムジカノーヴァ、（株）トモミュージックエンタープライズ、（株）東亜音楽社を吸収合併[1]。
- 2002年（平成14年）- 音楽の友ホール新大阪を閉館[1]
- 2010年（平成22年）- コーポレート・スローガンを制定[1]。
- 2011年（平成23年）12月1日 - 創立70周年を迎える[1]。
- 2016年（平成28年）- 前身となった音楽雑誌『音楽と文学』創刊100年の記念年を迎える[1]。
  - 12月1日 - 創立75周年を迎える[1]。
- 2018年（平成30年）- Web版「ONTOMO」をスタート。
- 2023年（令和5年）- 『レコード芸術』を休刊。のちクラウドファンディング[2]を経て、翌24年10月にONLINEメディア化。

## 事業所
- 本社・別館・音楽の友ホール

東京都新宿区神楽坂6丁目30
- 戸田物流センター

埼玉県戸田市氷川町1丁目9-9

## 刊行物

### 雑誌

#### 現行雑誌
以下の音楽雑誌のほか、ムック『ONTOMO MOOK』を刊行している。
- 音楽の友（月刊）
- stereo（月刊）
- 教育音楽（季刊）
- ムジカノーヴァ（MUSICA NOVA、月刊）
- バンドジャーナル（Band Journal、BJ、月刊）

#### かつて発行していた雑誌と休刊が予定されている雑誌
「→」は誌名の変更を表す。

##### クラシック・音楽教育
- 音楽芸術（1946年 - 1998年） - 創刊時の出版者は日本音楽芸術。『音楽文化』（日本音楽芸術）の後継誌。
- レコード芸術（1952年 - 2023年[5])
- 器楽教育（1956年 - 1966年）→音楽教育研究（1966年 - 1974年）→季刊音楽教育研究（1974年 - 1993年）
- 音楽教育資料（1964年 - 1977年）
- 合唱サークル（1966年 - 1970年）
- 音楽の窓（1969年 - 1982年）
- 幼児と音楽（1984年 - 1986年）
- 季刊バレエの本（1992年 - 1998年）→Ballet（1998年 - 2002年）
- Grand Opera（年2回刊行）- オペラ専門誌。2013年4月の「Vol.50 春号」を最後に廃刊、後にムック化。

##### ポピュラー・その他
- ポップス（1963年 - 1970年）　東亜音楽社が発行していた『pops』の後継誌。
- 週刊FM（1971年 - 1991年）
- ロクハン（1975年 - 1979年、隔月刊） - SLブームなどと並行して、小型軽量の録音機材（ラジカセ等）が発売されたことによる生録ブームに呼応した雑誌。誌名は「録音ハンティング」に由来し『生録アドベンチャー・マガジン ロクハン』と題していた。
- プレイ・ラジカセ101（不定期刊、『ロクハン』誌&『週刊FM』誌別冊）
- Techii（1986年 - 1988年） - 1980年代に流行したテクノ・ポップ、ニュー・ウェイヴのミュージシャンを主に取り上げた、同社としては異色の雑誌。『宝島』や『ビックリハウス』を意識したサブカルチャー系音楽雑誌であった。
- Visic（1990年 - 1992年） - オーディオ・ビジュアル雑誌

### 全集
- 新編世界大音楽全集

### 辞書・事典
- 新訂 標準音楽辞典
- 新音楽辞典
- 新編 音楽中辞典
- 新編 音楽小辞典
- 新 ジュニア音楽辞典

### 書籍
- 楽典 理論と実習
- 和声 理論と実習
- 新版 楽典 音楽家を志す人のための
- はじめての音楽史
- 作曲家◎人と作品シリーズ
- 音楽家ものがたりシリーズ
- 上達の基本シリーズ
- オルフェ・ライブラリー
- オペラ対訳ライブラリー
- ON BOOKS advanceシリーズ
- オンカク
- 音楽指導ブック

### 楽譜
- ウィーン原典版
- 標準版ピアノ楽譜
- ニュー・スタンダード・ピアノ曲集
- 小学生のための音楽会用合唱曲集
- 新・中学生のクラス合唱曲集
- 弦楽器楽譜シリーズ
- 管楽器楽譜シリーズ
- ミニチュア・スコア

### 教科書
- かつては小学校用（小学生の音楽1 - 6）・中学校用（中学生の音楽・器楽1 - 3）・高校用を、いずれも編集・発行していたが、児童・生徒数の減少、マーケットシェアの低下などにより小学校用は1995年、中学校用は1996年を最後に撤退し、高校用のみ編集・発行している。

## 出版以外の事業

### Webサイト
- ONTOMO - クラシック音楽とライフスタイルについてのWebマガジン[6]。
- レコード芸術ONLINE - 2023年に休刊した雑誌『レコード芸術』の後継[7]。

### Webショップ
- ONTOMO SHOP - オーディオ機器や雑貨のオンラインショップ

### その他
- 本社併設の小ホール「音楽の友ホール」の運営
- CDソフトの制作・販売

## 労働問題
同社は2007年9月以降、就業規則の改定案を同社の労働組合に対し提案したが、その際、各年度毎に常勤手当を前払い支給する代わりに、退職金を廃止する案を盛り込んだ。労組側は、改定内容が労働協約に反するなどとしてこれに反発し、新宿労働基準監督署も2011年3月に同社に対し是正勧告を実施したが、同社はこれに従わず、同年4月から退職金廃止を盛り込んだ就業規則改定を強行。労組及び担当弁護人らは「確信犯的に協約を無視しており、労組の存在を正面から否定している」などとして、東京地裁に訴訟を起こし、2011年12月当時係争中であった。2013年に一部勝訴。